# Nuklearna elektrana Leibstadt
Nuklearna elektrana Leibstadt (nje. Kernkraftwerk Leibstadt, KKL) je nuklearna elektrana smještena na rijeci Rajni na sjeveru Švicarske pokraj mjesta Leibstadt te uz samu njemačku granicu. Nedaleko od nje nalazi se i nuklearna elektrana Beznau.
Prema preporukama švicarske Vlade, NE Leibstadt bit će isključena iz mreže 2034. godine.

## Povijest
Nuklearna elektrana Leibstadt počela se graditi 1972. godine a operativnom je postala 15. prosinca 1984. Riječ je o najvećoj nuklearki u Švicarskoj a troškovi njene izgradnje su premašili prvotno planirane dvije te su u konačnici iznosili su 4,8 milijardi švicarskih franaka. Ima jedan nuklearni reaktor snage 1.220 MW te godišnje isporuči 9.367 GWh električne energije. Riječ je o najmlađoj ali i najsnažnijoj i najmodernijoj nuklearnoj elektrani u zemlji.
Sam projekt gradnje nuklearne elektrane s reaktorom snage 600 MW započeo je 1964. godine. Međutim, švicarsko savezno vijeće je 1971. godine zabranilo da se reaktor hladi riječnom vodom tako da je izgrađen rashladni toranj. Daljnjim planiranjem određeno je da se njen kapacitet poveća sa 600 na 900 MW. Građena u vrijeme već naraslog antinuklearnog raspoloženja, morala je uvijek iznova svladavati novopostavljene prepreke i ispunjavati najstrože zahtjeve i uvjete. Primjer tome je incident u američkom Three Mile Islandu gdje je 1979. došlo do taljenja jezgre nuklearnog reaktora, zbog čega su provedeni novi sigurnosni propisi zbog čega je završetak izgradnje Leibstadta odgođen na nekoliko godina.
Operator i vlasnik Nuklearne elektrane Leibstadt je Kernkraftwerk Leibstadt AG (KKL) koji se sastoji od šest švicarskih energetskih kompanija a to su: Alpiq AG s 27.4%, Axpo Power AG s 22.8%, Axpo Trading AG (EGL) sa 16.3%, Centralschweizerische Kraftwerke AG (CKW) s 13.6%, Bernische Kraftwerke AG (BKW FMB Energie AG) s 9.5%, AEW Energie AG s 5.4% i Alpiq Suisse SA s 5% udjela.
Ondje radi 400 stalno zaposlenih stručnjaka a njihov broj se višestruko povećava ljeti kada se obavlja godišnji remont.

## Tehnički podaci
U Leibstadtu se nalazi jedan kipući reaktor BWR ili reaktor s kipućom vodom. On ima rashladno sredstvo na nižem tlaku (70 bar) od tlačnog reaktora PWR, što omogućava ključanje vode unutar reaktorske posude tako da para, nakon prolaska kroz separatore vlage i sušionike pare, direktno odlazi u parnu turbinu. S obzirom na to da para nastaje u nuklearnom reaktoru, sekundarni krug i parogeneratori nisu potrebni, što je pozitivno sa sigurnosnog gledišta. Sam kipući reaktor proizvela je američka tvrtka General Electric.
U reaktoru se cijepaju jezgre atoma urana U-235 pri čemu se omogućuje kontrolirana fizijska lančana reakcija i oslobađa znatna količina energije (toplinska snaga reaktora je 3515 MW, tlak/temperatura svježe pare 73,1 bar/286 °C). Para koja isparavanjem privedene rashladne vode nastaje u reaktoru vodi se, što direktno, što indirektno u četiri turbine. To su jedna visokotlačna i tri niskotlačne koje su krutom spojkom vezane za električni generator. U istom proizvedena struja se nakon transformacije vodi u visokonaponsku mrežu. Nakon ekspanzije u niskotlačnoj turbini para se hladi i kondenzira u kondenzatoru, a potom kao kondenzat (tj. voda), putem kondenzatnih pumpa, vodi u reaktor, čime se procesni krug zatvara. Kondenzator se putem rashladnih pumpa napaja vodom hlađenom uzduhom u impozantno visokom rashladnom tornju. Pritom dio vode (cca. 600 kg/s) ishlapljuje, pa se mora nadomjestiti rajnskom vodom. Da bi se ostvarilo dovoljno prirodno strujanje uzduha (propuh), toranj mora biti veoma visok (144 metra).
Svekolika kontrola nuklearne elektrane odvija se u komandnom prostoru. Iskoristivost nuklearke je neželjeno no nužno slaba (da se izbjegne rad s pregrijanom parom), pa se iskoristi svega 1/3 proizvedene energije u reaktoru.
| Nuklearni reaktor | Vrsta | Nominalni kapacitet | Maksimalni kapacitet | Gradnja počela    | Ukapčanje u elektroener. sustav | Očekivano gašenje |
| ----------------- | ----- | ------------------- | -------------------- | ----------------- | ------------------------------- | ----------------- |
| BWR               | BWR-6 | 1.220 MW            | 1.275 MW             | 1. siječnja 1974. | 24. svibnja 1984.               | nije definirano   |

## Nezgode u nuklearnoj elektrani Leibstadt

### Ronilački incident iz 2010.
31. kolovoza 2010. jedan ronilac je radio na održavanju bazena istrošenog nuklearnog goriva u nuklearnoj elektrani te je primijetio neidentificiranu cijev na dnu bazena. Radiovezom je o tome obavijestio šefa a ovaj mu je rekao da stavi tu cijev u svoju kutiju za alat i iznese je na površinu. Ronilac je zaronio ali zbog buke mjehurića u bazenu nije čuo i primijetio da mu se upalio alarm za radijaciju. Kad je izronio s kutijom za alat, upalio se alarm u prostoriji. Alatna kutija brzo je bačena nazad u bazen a ronilac je izašao van. Senzori na njegovom ronilačkom odijelu pokazali su kako je po tijelu primio dozu radijacije veću od normalne a u desnoj ruci ekstremno visoku.
Cijev koju mu je šef, ne razmišljajući, rekao da izvadi iz bazena, bila je zaštitna cijev radijacijskog monitora u jezgri reaktora koja je postala veoma radioaktivna zbog velikog protoka neutrona. Kasnije je utvrđeno da je slučajno odlomljena prilikom zatvaranja spremnika još 2006. godine. Kako je potonula u zabačeni kut bazena, ronilac ju je primijetio tek četiri godine nakon incidenta za kojeg nitko nije niti znao dotad. Također, imao je sreću u nesreći jer da je slučajno tu cijev zataknuo za alatni pojas na tijelu, primio bi smrtonosnu dozu radijacije i umro bi.